# Уолкотт, Дерек
Сэр Де́рек Э́лтон Уо́лкотт (англ. Derek Alton Walcott; 23 января 1930, Кастри, Сент-Люсия — 17 марта 2017, Сент-Люсия) — поэт и драматург, уроженец Сент-Люсии. Лауреат Нобелевской премии по литературе 1992 года «за яркое поэтическое творчество, исполненное историзма и являющееся результатом преданности культуре во всем её многообразии».

## Биография
Родился в семье преподавателей. В 1953 году вместе с родителями переехал на Тринидад, где будущий писатель получил образование в колледже Санта Марии. Позже окончил Университет Вест-Индии в Кингстоне. В то же время в печать выходят его первые произведения. После получения литературной стипендии Фонда Рокфеллера проходил стажировку в Нью-Йорке, позднее — в Англии.
С середины 1970-х годов много времени проводил в США, преподавая в Колумбийском, Йейльском, Гарвардском и других университетах, а затем окончательно переселился в Соединенные Штаты.
Впоследствии ему было присвоено звание профессора Бостонского университета, в котором он преподавал литературу и писательское мастерство.
Среди его наград — премия британского Королевского общества литературы, и Орден Певчей Птицы, учрежденный Республикой Тринидад и Тобаго.

### Сборники
- 1948 25 Poems
- 1949 Epitaph for the Young: Xll Cantos
- 1951 Poems
- 1962 In a Green Night: Poems 1948-60
- 1964 Selected Poems
- 1965 The Castaway and Other Poems
- 1969 The Gulf and Other Poems
- 1973 Another Life
- 1976 Sea Grapes
- 1979 The Star-Apple Kingdom
- 1981 Selected Poetry
- 1981 The Fortunate Traveller
- 1983 The Caribbean Poetry of Derek Walcott and the Art of Romare Bearden
- 1984 Midsummer
- 1986 Collected Poems, 1948—1984
- 1987 The Arkansas Testament
- 1990 Омерос (англ. Omeros)
- 1997 The Bounty
- 2000 Tiepolo’s Hound
- 2004 The Prodigal
- 2007 Selected Poems (Edited, selected, and with an introduction by Edward Baugh)
- 2010 The White Egrets

### Постановки
- (1950) Henri Christophe: A Chronicle in Seven Scenes
- (1951) Harry Dernier: A Play for Radio Production
- (1953) Wine of the Country
- (1954) The Sea at Dauphin: A Play in One Act
- (1957) Ione
- (1958) Drums and Colours: An Epic Drama
- (1958) Ti-Jean and His Brothers
- (1966) Malcochon: or, Six in the Rain
- (1967) Dream on Monkey Mountain
- (1970) In a Fine Castle
- (1974) The Joker of Seville
- (1974) The Charlatan
- (1976) O Baby!
- (1977) Remembrance
- (1978) Pantomime
- (1980) The Joker of Seville and O Babylon!: Two Plays
- (1982) The Isle Is Full of Noises
- (1986) Three Plays (The Last Carnival, Beef, No Chicken, and A Branch of the Blue Nile)
- (1991) Steel
- (1993) Odyssey: A Stage Version
- (1997) The Capeman (lyrics, in collaboration with Paul Simon)

### Проза
- 1998 What the Twilight Says. Essays

## Признание
Удостоен золотой медали королевы за поэзию.